# Воеводское (посёлок, Мордовия)
Воеводское — посёлок станции в составе Семилейского сельского поселения в Кочкуровском районе республики Мордовия.

## География
Находится у железнодорожной линии Рузаевка-Ульяновск на расстоянии примерно 10 километров по прямой на юг-юго-запад от районного центра села Кочкурово.

## История
Посёлок возник предположительно в 1890-х годах при строительстве Самаро-Златоустовской железной дороги.

## Население
Постоянное население составляло 427 человек (мордва-эрзя 77 %) в 2002 году, 434 в 2010 году.

## Инфраструктура
Железнодорожная станция Воеводское Куйбышевской железной дороги.